# مسجد كومانوفو الجديد
المسجد الجديد في كومانوفو (بالمقدونية: Нова Џамија)‏؛ (بالألبانية: Xhamia e Re)‏ هو مسجد سني في كومانوفو في مقدونيا الشمالية.